# Chaperiopsis quadrispina
Chaperiopsis quadrispina är en mossdjursart som först beskrevs av Jacqueline A. Soule 1959.  Chaperiopsis quadrispina ingår i släktet Chaperiopsis och familjen Chaperiidae. Inga underarter finns listade i Catalogue of Life.